# تاکائو کاواگوچی
تاکائو کاواگوچی (انگلیسی: Takao Kawaguchi؛ زادهٔ ۱۳ آوریل ۱۹۵۰) جودوکار اهل ژاپن است.
وی در مسابقات کشوری و بین‌المللی در مجموع برندهٔ ۳ مدال طلا، ۱ مدال نقره شده‌است.